# Grand Prix du canton d'Argovie 2018
Le Grand Prix du canton d'Argovie 2018 est la 55e édition de cette course cycliste sur route masculine, disputée dans le canton d'Argovie en Suisse. Il a eu lieu le 7 juin 2018 et fait partie du calendrier UCI Europe Tour 2018 en catégorie 1.HC. Le coureur norvégien Alexander Kristoff, de l'équipe UAE Team Emirates, remporte la course. Il s'impose au sprint devant Francesco Gavazzi (Androni Giocattoli-Sidermec) et Marco Canola (Nippo-Vini Fantini-Europa Ovini).

## Présentation
Le Grand Prix du canton d'Argovie (Grosse Preis des Kantons Aargau) est organisé par la Radsporttage Gippingen GmbH. C'est le principal évènement des Radsporttage Gippingen, trois jours de courses cyclistes à Gippingen, dans la commune de Leuggern, dans le canton d'Argovie.

### Parcours
Le parcours de 185,9 km consiste en trois tours d'une circuit de 9,15 km et huit tours d'un circuit de 19,8 km. La ligne de départ et d'arrivée est située à Leuggern. Le circuit de 9,15 km mène la course au nord de la commune, passant par Full-Reuenthal, Gippingen et les rives du Rhin. Le circuit de 19,8 km comprend le parcours du premier circuit et une boucle au sud, passant par le hameau de Schlatt où est jugé le grand prix de la montagne.

### Équipes
Classé en catégorie 1.HC de l'UCI Europe Tour, le Grand Prix du canton d'Argovie est par conséquent ouvert aux WorldTeams dans la limite de 70 % des équipes participantes, aux équipes continentales professionnelles, aux équipes continentales suisse et à une équipe nationale suisse.
Vingt-et-une équipes participent à ce Grand Prix du canton d'Argovie - six WorldTeams, sept équipes continentales professionnelles, quatre équipes continentales et une équipe nationale suisse.
| WorldTeams (6)- UAE Team Emirates - AG2R La Mondiale - Bora-Hansgrohe - Dimension Data - Katusha-Alpecin - Trek-Segafredo Équipes continentales professionnelles (7)- Androni Giocattoli-Sidermec - Nippo-Vini Fantini-Europa Ovini - Gazprom-RusVelo - Sport Vlaanderen-Baloise - Wilier Triestina-Selle Italia - Vérandas Willems-Crelan - Wanty-Groupe Gobert Équipes continentales (4)- Amore & Vita-Prodir - Akros-Renfer - Sangemini-MG.Kvis - Vorarlberg-Santic Équipe nationale- Suisse |
| |

### Primes
Des primes sont attribuées aux coureurs classés aux vingt premières places du classement, pour un total de 18 800.
| Position | 1er     | 2e      | 3e      | 4e    | 5e    | 6e    | 7e    | 8e    | 9e    | 10e à 20e |
| Prix     | 7 515 € | 3 760 € | 1 875 € | 935 € | 745 € | 565 € | 565 € | 375 € | 375 € | 190 €     |

Les trois premiers coureurs aux classements de la montagne et des sprints reçoivent 300, 200 et 100 euros. Les coureurs franchissant la ligne d'arrivée en première position après les quatrième, septième et dixième tours reçoivent 200 euros, et 300 euros sont attribués au lauréat du prix de la combativité.

## Classement final
| \| Classement général \| Classement général \| Classement général \| Classement général \| Classement général \| \| Coureur \| Coureur \| Pays \| Équipe \| Temps \| \| ------------------ \| ------------------- \| ------------------ \| ------------------------------- \| ------------------ \| \| 1er \| Alexander Kristoff \| Norvège \| UAE Team Emirates \| 4 h 18 min 24 s \| \| 2e \| Francesco Gavazzi \| Italie \| Androni Giocattoli-Sidermec \| + 0 s \| \| 3e \| Marco Canola \| Italie \| Nippo-Vini Fantini-Europa Ovini \| + 0 s \| \| 4e \| Sean De Bie \| Belgique \| Verandas Willems-Crelan \| + 0 s \| \| 5e \| Kevin Deltombe \| Belgique \| Sport Vlaanderen-Baloise \| + 0 s \| \| 6e \| Andrea Pasqualon \| Italie \| Wanty-Groupe Gobert \| + 0 s \| \| 7e \| Felix Großschartner \| Autriche \| Bora-Hansgrohe \| + 0 s \| \| 8e \| Luca Pacioni \| Italie \| Wilier Triestina-Selle Italia \| + 0 s \| \| 9e \| Silvan Dillier \| Suisse \| AG2R La Mondiale \| + 0 s \| \| 10e \| Juraj Sagan \| Slovaquie \| Bora-Hansgrohe \| + 0 s \| |                     |           |                                 |                 |
| |                     |           |                                 |                 |
| Source : ProCyclingStats |                     |           |                                 |                 |
| Classement général |                     |           |                                 |                 |
| Coureur | Coureur             | Pays      | Équipe                          | Temps           |
| 1er | Alexander Kristoff  | Norvège   | UAE Team Emirates               | 4 h 18 min 24 s |
| 2e | Francesco Gavazzi   | Italie    | Androni Giocattoli-Sidermec     | + 0 s           |
| 3e | Marco Canola        | Italie    | Nippo-Vini Fantini-Europa Ovini | + 0 s           |
| 4e | Sean De Bie         | Belgique  | Verandas Willems-Crelan         | + 0 s           |
| 5e | Kevin Deltombe      | Belgique  | Sport Vlaanderen-Baloise        | + 0 s           |
| 6e | Andrea Pasqualon    | Italie    | Wanty-Groupe Gobert             | + 0 s           |
| 7e | Felix Großschartner | Autriche  | Bora-Hansgrohe                  | + 0 s           |
| 8e | Luca Pacioni        | Italie    | Wilier Triestina-Selle Italia   | + 0 s           |
| 9e | Silvan Dillier      | Suisse    | AG2R La Mondiale                | + 0 s           |
| 10e | Juraj Sagan         | Slovaquie | Bora-Hansgrohe                  | + 0 s           |